# Toegepaste kinesiologie

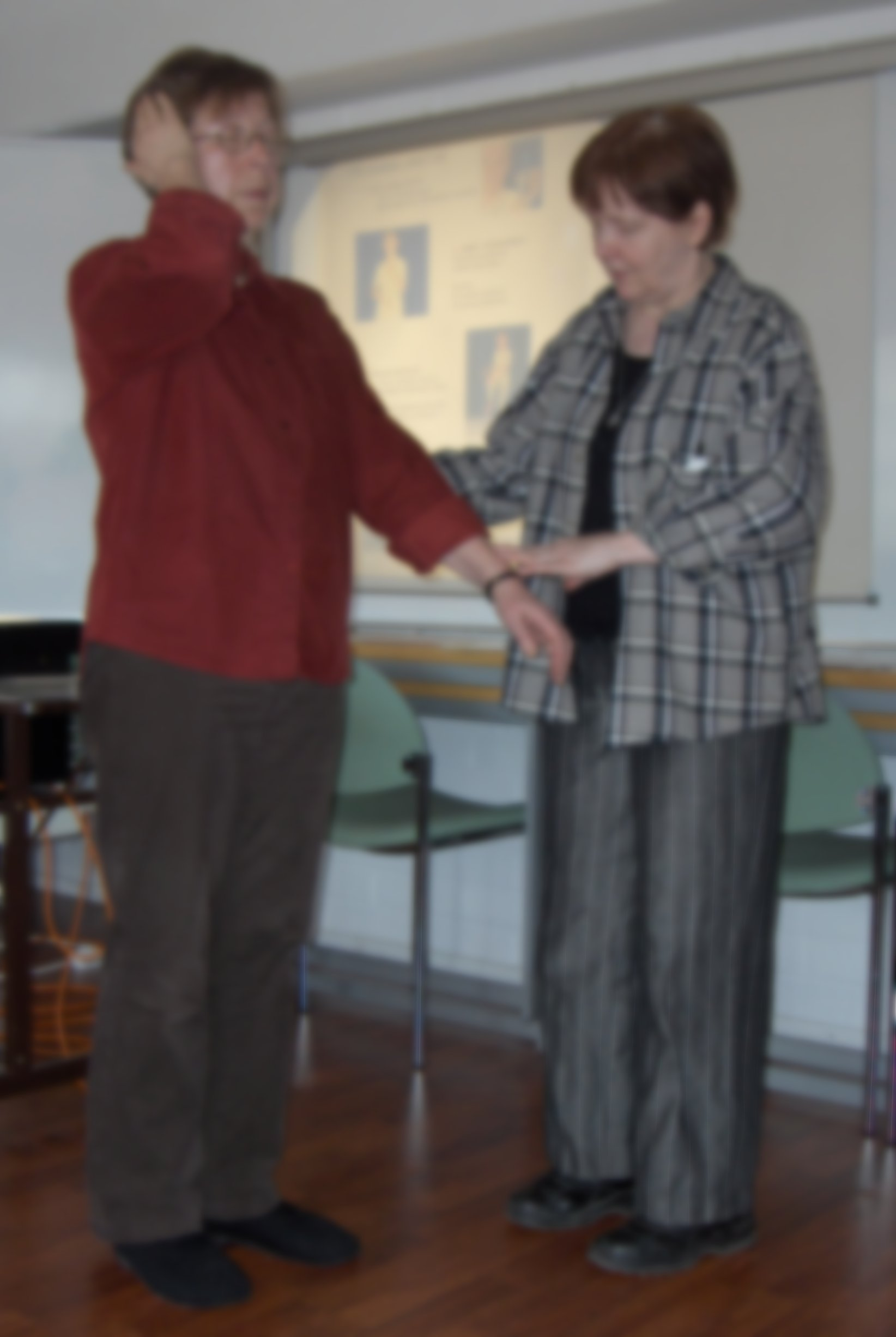
Beoefenaar van toegepaste kinesiologie (rechts) toont een spiertest

Cirkel van de elementen met 3 cycli

Toegepaste kinesiologie (TK; oorspronkelijk: Applied Kinesiology, AK; ook wel gespecialiseerde kinesiologie of (neuro-)energetische kinesiologie) is een pseudowetenschappelijke alternatieve geneeswijze. De naam bevat het woord kinesiologie (beter bekend als "bewegingsleer"), de studie van de bewegingen van het menselijk lichaam, maar de kinesiologie is wetenschappelijk onderbouwd, terwijl toegepaste kinesiologie dat niet is.
Er moet een onderscheid gemaakt worden tussen Toegepaste Kinesiologie (Applied Kinesiology) enerzijds en de spiertest anderzijds. Toegepaste Kinesiologie is, zoals vermeld, een alternatieve behandelingsmethode; spiertesten is een manier om via de sterkte van een testspier na te gaan of de elektromagnetische doorstroming in het lichaam optimaal is of uit balans ten aanzien van een bepaalde situatie, uitspraak, emotie of relatie. Spiertesten kent veel meer toepassingen dan Toegepaste Kinesiologie. Het onderzoek naar spiertesten is ook veel breder opgezet.

## Geschiedenis
Applied Kinesiology werd in 1964 gestart door alternatief genezer George Goodheart, een Amerikaanse chiropractor, ter evaluatie van de effectiviteit van zijn eigen behandelingen. Hij probeerde hiermee bewegings-aspecten te verklaren met behulp van opvattingen uit de acupunctuur.
Goodheart combineerde diverse behandelwijzen, om zijn patiënten met meer dan chiropraxie verder te helpen. Hij integreerde eerst het werk van Henry en Florence Kendall (hun boek Muscles: Testing and Function), daarna voegde hij de reflexpunten van osteopaat Frank Chapman toe. Vervolgens voegde hij de neurovasculaire punten van chiropractor Terence Bennett toe: plekken op het lichaam waarover Bennett tijdens röntgenonderzoek de theorie ontwikkelde dat de toevoer van bloed verandert en ze emotionele verlichting geven als ze heel zachtjes worden vastgehouden. Ten slotte integreerde hij een elementaire hoeveelheid meridiaanleer.
George Goodheart Jr. werd later Research Director van het International College of Applied Kinesiology.
Mei 1990 werd een onderzoek gepubliceerd naar de papers van het International College of Applied Kinesiology uit de periode 1981-1987, waaruit bleek dat die niet voldeden aan de onderzoeksprotocollen van medisch-wetenschappelijk onderzoek. De conclusie was dat, omdat geen van de researchpapers adequate statistische analyses bevatte, er geen valide conclusies getrokken kunnen worden op basis van hun rapportages van hun bevindingen. Dit voor wat Applied Kinesiology betreft. Voor spiertesten ligt het anders.
In 1999 werd in de Verenigde Staten door een team van Daniel Monti onderzoek gedaan naar het effect van spiesterkte op het zeggen van waarheid en onwaarheid. Monti toont aan dat men gedurende ongeveer 2 seconden de testspier moet aandrukken om een betrouwbare spiertest te krijgen.
In 2001 ontwierpen Caruso en Leisman aan de Universiteit van Haifa een objectief meetinstrument voor spiertesten. Ze stelden dat hulpverleners die spiertesten inzetten, twee onderscheiden vaardigheden moeten bezitten. Enerzijds moeten ze het ja-nee of sterk-zwak signaal correct kunnen interpreteren. Anderzijds moeten ze weten welke zinnen ze kunnen voorleggen aan het onderbewuste. In hun onderzoek focussen ze alleen op het eerste, de correcte interpretatie van de spiertest. Daarmee gaven ze antwoord op de twee grootste tegenwerpingen tegen spiertesten: dat dit subjectief interpretabel zou zijn en dat er met het resultaat gesjoemeld kan worden.
Als objectieve grond voor spiertesten legden ze het volgende vast op schalen:
1. Eerst wordt de druk die de hulpverlener uitoefent gemeten. Deze blijkt nagenoeg constant te zijn. De hulpverlener drukt inderdaad iedere keer min of meer even hard.
2. Dan wordt nagegaan hoe ver de arm/hand/testspier verplaatst wordt. Er wordt gemeten hoe ver de arm/hand/… afwijkt van wat als ‘sterk’ gemeten wordt en wat als ‘zwak’ wordt geïnterpreteerd.
3. Derde criterium is hoe lang er geduwd wordt voor er een duidelijk verschil merkbaar is. Vanuit het onderzoek van Monti weten we al dat het verschil het duidelijkst is na ongeveer twee seconden.
4. Vervolgens wordt de uitwijking gemeten op een verticale schaal. Om een idee te geven hoe dit eruitziet: bij een sterke test wijkt de testspier amper van de verticale lijn, bij een zwakke test vertoont de testspier een sterke afwijking. Dat hebben Caruso en Leisman vastgesteld.
Zowel de kracht, als de verplaatsing, als de druktijd, als de afwijking ten opzichte van de verticale lijn zijn bij spiertesten betrouwbaar en objectief vast te stellen. Daaruit concludeerden de onderzoekers dat spiertesten geen subjectief maar wel objectief vast te stellen test is.

### Touch For Health
Chiropractor John F. Thie, een leerling van George Goodheart, heeft in de jaren zeventig van de vorige eeuw, toegepaste kinesiologie vereenvoudigd en onder de aandacht van een grotere groep mensen gebracht. Hij noemde zijn systeem van behandeling: 'Touch for Health'.

## Spiertesten
In toegepaste kinesiologie worden zogenaamde spiertesten gebruikt. De spiertest zelf houdt bijvoorbeeld het volgende in: degene die getest wordt steekt een arm naar voren, de tester zegt iets als, 'houd vast' en duwt vervolgens heel zachtjes op de arm. Er zijn nu 3 mogelijkheden van spierspanning:
1. Er is geen stress: wie getest wordt, kan de duwkracht van de test makkelijk 'houden'.
2. Er is stress: de arm 'houdt niet' en gaat naar beneden. Dit wordt onderfacilitatie genoemd.
3. Er is zoveel stress, dat het lichaam dit niet kan tonen, de spier 'bevriest' als het ware. Dit wordt overfacilitatie genoemd.

Een beoefenaar van deze behandelmethode wordt geacht in staat te zijn deze drie verschillende mogelijkheden uit elkaar te houden.
Wat er in feite gebeurt, is het testen van het aanpassingsvermogen van de alfamotorneuronen. Door de spiertest neemt de druk toe - de vraag is nu, hoe alert de alfamotorneuronen hierop reageren. Hieruit zijn de 3 mogelijke reacties van de geteste spier te verklaren.
Beoefenaars van toegepaste kinesiologie hebben een holistisch doel, de mens in balans te brengen - in fysiek, emotioneel, spiritueel opzicht - of in balans te brengen in relatie tot een bepaald doel. Blokkades en onbalans in de fysieke, emotionele en energetische lichamen kunnen, volgens deze theorie, via de spiertest worden opgespoord. Via dit systeem wordt er geconcludeerd of er een behandeling plaats mag vinden en, zo ja, welke dat het beste zou kunnen zijn. Beweerd wordt dat een disfunctie van bijvoorbeeld het meridiaansysteem gecorrigeerd kan worden.
Er wordt beweerd dat het makkelijker is om de arm van iemand naar beneden te duwen als die iets vasthoudt dat schadelijk voor hem is, dan als diegene een onschadelijk of positief iets vasthoudt.
Volgens de theorie achter toegepaste kinesiologie worden slappe spieren versterkt (de spier is niet slap, maar reageerde op een test door niet te houden) van als de proefpersoon blootgesteld wordt aan een prikkel die geschikt is voor deze persoon. Dit zou een voedingsstof kunnen zijn, of het vasthouden van een Bennettpunt, het uiten van een emotie of wat dan ook.
Statistische analyse in een dubbelblind wetenschappelijk onderzoek door de ALTA Foundation for Sports Medicine Research in Santa Monica, Californië, dat gepubliceerd werd in het Journal of the American Dietetic Association in juni 1988, liet zien dat er geen verschil was met een placebo. Voedingsstoffen waarvan eerder was vastgesteld (door spiertesten) dat er een tekort aan was, of voedingstoffen die juist al voldoende aanwezig waren (volgens diezelfde spiertesten). De conclusie was dat toegepaste kinesiologie voor deze toepassing niet nuttiger is dan willekeurig gokken.
Een ander onderzoek testte de validiteit van de spiertesten met behulp van mensen met een allergie voor wespengif. Daaruit bleek ook dat willekeurig gokken even bruikbaar is.

## Diverse publicaties over toegepaste kinesiologie
De Natural Standard heeft in samenwerking met het National Center for Complementary and Alternative Medicine en de medische faculteit van Harvard een onderzoek gepubliceerd waarin staat dat "toegepaste kinesiologie niet aangetoond heeft effectief te zijn voor het stellen van een diagnose of het behandelen van ziektes".
Ook is er onderzocht of er bij het herkennen van (in)tolerantie voor materialen in de mond, gebruikgemaakt kon worden van toegepaste kinesiologie; maar er bleek dat dit niet beter werkte dan willekeurig gokken.
Beoefenaars van deze behandelwijze geven soms ook voedingadviezen. Op 9 Februari 1988 is er wetenschappelijk onderzoek gepubliceerd naar toegepaste kinesiologie als middel om voedselallergieën te detecteren en daaruit zijn geen bewijzen voor enige effectiviteit gekomen.
Verscheidene belanghebbenden schrijven kritisch over het onderwerp "toegepaste kinesiologie" en wijzen erop dat het niet-wetenschappelijk is. De American Cancer Society schrijft bijvoorbeeld:
Available scientific evidence does not support the claim that applied kinesiology can diagnose or treat cancer or other illness.
Beschikbaar wetenschappelijk bewijs ondersteunt niet de bewering dat toegepaste kinesiologie (gebruikt kan worden) voor de diagnose of behandeling van kanker of andere ziekten.
Op 23 augustus 2007 werd een onderzoek gepubliceerd waarin "On the reliability and validity of manual muscle testing: a literature review", geschreven door George Joseph Goodheart Jr en Scott C. Cuthbert, werd bekritiseerd.
In andere artikelen is er sprake van een wetenschappelijk onderzoek naar de beweringen van beoefenaars waarbij deze beweringen ontkracht werden. Bij (dubbel)blinde onderzoeken in een gecontroleerde omgeving blijkt dat de theorieën achter TK niet kloppen.

## Ideomotorisch effect
Een veel geopperde verklaring is het ideomotorisch effect, het onderbewustzijn dat middels onwillekeurige spierbewegingen de resultaten beïnvloedt, en het observer-expectancy effect. Omdat het zo makkelijk is hoeven de beoefenaars van TK zich er niet echt van bewust te zijn dat zij zelf de resultaten beïnvloeden, net als bij de wichelroede en het pendelen.